# Sharlee d'Angelo
Sharlee d'Angelo (echte naam: Charles Petter Andreason) is de bassist van de metalband Arch Enemy. Voor Arch Enemy speelde hij voor onder meer King Diamond, Dismember, Sinergy en Witchery. Naast Arch Enemy speelde hij ook bij Spiritual Beggars, de tweede band van Arch Enemy's gitarist Michael Amott. Daarnaast speelde hij met IllWill en Mercyful Fate.